# 锡尔特省
錫爾特省（Siirt  ili）是土耳其東南部的一個省，西南臨底格里斯河。面積5,406平方公里。2007年人口266,159人。以阿拉伯人和庫爾德人為主。首府錫爾特。
下分七縣。